# Dead in Tombstone
Dead in Tombstone è un film direct-to-video del 2013 diretto da Roel Reiné, con Danny Trejo e Mickey Rourke protagonisti.

## Trama
Guerrero Hernandez è il leader della banda di fuorilegge dei Blackwater. Questo, dopo aver liberato di prigione il fratellastro Red, organizza un saccheggio della città mineraria di Edendale. Il piano però non va per il verso giusto, Guerrero viene tradito e ucciso proprio dal fratello Red. Dopo aver stipulato un patto col diavolo, Guerrero torna in vita, ed un anno dopo i fatti, torna in cerca di vendetta. Le strade della città, ribattezzata Tombstone, verranno attraversate da fiumi di sangue.

## Produzione

### Location
Il film viene girato completamente a Bucarest, in Romania.

## Distribuzione
Il primo trailer del film esce online il 31 agosto 2012.
Il film viene distribuito negli Stati Uniti in modalità direct-to-video dalla Universal Studios Home Entertainment nell'ottobre 2013.

## Sequel
Nel 2017 esce il sequel del film, intitolato Dead Again in Tombstone.